# Bóng đá trong nhà tại Đại hội Thể thao Đông Nam Á 2017 - Nữ
Môn bóng đá trong nhà nữ tại Đại hội Thể thao Đông Nam Á 2017 được tổ chức từ ngày 18 đến ngày 27 tháng 8 ở Malaysia với 5 đội tuyển tham dự.
Tất cả các trận đấu đều diễn ra tại sân vận động Panasonic ở Shah Alam.

## Lịch thi đấu
Sau đây là lịch thi đấu được cuộc thi đấu bóng đá trong nhà dành cho nữ:
| RR | Vòng tròn một lượt |

| T6 18 | T7 19 | CN 20 | T2 21 | T3 22 | T4 23 | T5 24 | T6 25 | T7 26 | CN 27 |
| ----- | ----- | ----- | ----- | ----- | ----- | ----- | ----- | ----- | ----- |
| RR    |       | RR    |       | RR    |       |       | RR    |       | RR    |

## Các quốc gia tham dự
Sau đây là 5 đội tuyển được tham gia cuộc thi đấu.
- Indonesia (INA)
- Malaysia (MAS)
- Myanmar (MYA)
- Thái Lan (THA)
- Việt Nam (VIE)

## Thể thức thi đấu
- Vòng tròn một lượt; đội tuyển có kỷ lục tốt nhất giành được huy chương vàng.

## Kết quả
- Tất cả thời gian theo giờ tiêu chuẩn Malaysia (UTC+8).

| VT | Đội          | ST | T | H | B | BT | BB | HS  | Đ  | Kết quả chung cuộc |
| -- | ------------ | -- | - | - | - | -- | -- | --- | -- | ------------------ |
| 1  | Thái Lan     | 4  | 3 | 1 | 0 | 27 | 5  | +22 | 10 | Huy chương vàng    |
| 2  | Việt Nam     | 4  | 2 | 1 | 1 | 8  | 6  | +2  | 7  | Huy chương bạc     |
| 3  | Indonesia    | 4  | 2 | 1 | 1 | 8  | 6  | +2  | 7  | Huy chương đồng    |
| 4  | Malaysia (H) | 4  | 1 | 1 | 2 | 4  | 16 | −12 | 4  |                    |
| 5  | Myanmar      | 4  | 0 | 0 | 4 | 5  | 19 | −14 | 0  |                    |

| Việt Nam           | 1–3 | Thái Lan                                                                      |
| ------------------ | --- | ----------------------------------------------------------------------------- |
| Nguyễn Thị Huệ 39' |     | Darika Peanpailun 24' · Sasicha Phothiwong 30' · Jiraprapa Nimrattanasing 32' |

| Malaysia                                     | 2–1 | Myanmar      |
| -------------------------------------------- | --- | ------------ |
| Zur'ain Kamarudin 36' · Norhawa Md Yasin 37' |     | Pa Pa Win 2' |

| Myanmar                | 2–10 | Thái Lan |
| ---------------------- | ---- | --- |
| Shwe Zin Aung 12', 19' |      | Sasicha Phothiwong 3', 18', 35' · Darika Peanpailun 5', 32' · Jiraprapa Nimrattanasing 12', 13', 24' · Jiraprapa Tupsuri 26' · Jenjira Bubpha 34' |

| Malaysia             | 1–2 | Indonesia                                   |
| -------------------- | --- | ------------------------------------------- |
| Norhawa Md Yasin 33' |     | Novita Murni Piranti 11' · Susi Susanti 20' |

| Indonesia                                                      | 3–1 | Myanmar                  |
| -------------------------------------------------------------- | --- | ------------------------ |
| Rani Mulyasari 4' · Maya Muharina 20' · Maulina Novryliani 39' |     | Rani Mulyasari 40' (og.) |

| Việt Nam          | 1–1 | Malaysia              |
| ----------------- | --- | --------------------- |
| Trịnh Ngọc Hoa 5' |     | Steffi Sarge Kaur 30' |

| Myanmar    | 1–4 | Việt Nam                                                                            |
| ---------- | --- | ----------------------------------------------------------------------------------- |
| Mi Sat 33' |     | Đỗ Thị Nguyên 2' · Lê Thị Thùy Linh 27' · Nguyễn Thị Thành 35' · Trịnh Ngọc Hoa 39' |

| Thái Lan | 2–2 | Indonesia |
| -------- | --- | --------- |
|          |     |           |

| Indonesia | 1–2 | Việt Nam |
| --------- | --- | -------- |
|           |     |          |

| Malaysia | 0–12 | Thái Lan |
| -------- | ---- | -------- |
|          |      |          |